# Xandão
Xandão, bürgerlich Alexandre Luiz Reame (* 23. Februar 1988 in Araçatuba) ist ein ehemaliger brasilianischer Fußballspieler.

## Karriere
Xandão entsprang dem Guarani FC. Hier schaffte er 2005 den Sprung in den Profikader. Nach einer Leihe an Athletico Paranaense wurde er 2008 an Desportivo Brasil abgegeben. Dessen Geschäftsmodell ist es eine zahlreiche Anzahl von Spielern unter Vertrag zu nehmen und an andere Klubs auszuleihen. So wurde auch Xandão kein Bestandteil des Kaders von Desportivo, sondern bis 2013 verliehen. Dabei spielte er beim FC São Paulo und schaffte den Sprung nach Europa. Hier spielte er zunächst von 2011 bis 2013 bei Sporting Lissabon. Nach Beendigung der Saison 2012/13 wechselte er ablösefrei nach Russland zu FK Kuban Krasnodar. Bei Kuban verblieb Xandão bis Saisonende 2015/16.
Nach Stationen bei Anschi Machatschkala, Sporting Gijón und Cercle Brügge kehrte Xandão 2019 zunächst in seine Heimat zurück, wo er die Staatsmeisterschaft von São Paulo bei Red Bull Brasil verbrachte. Zur Austragung der Série B 2019 ging er im Mai zu seinem Jugendklub Guarani. Noch im Zuge der Austragung der Meisterschaft verließ er den Klub und nahm letztmals ein Angebot aus dem Ausland bei Persija Jakarta an. Hier beendete er am Jahresende seine aktive Laufbahn.

## Erfolge
Cercle Brügge
- Division 1B: 2017/18